# SL冬の湿原号
SL冬の湿原号（SLふゆのしつげんごう）とは、北海道旅客鉄道（JR北海道）が釧網本線釧路駅 - 標茶駅・川湯温泉駅間の、沿線に釧路湿原を含む区間において冬季に運行している、蒸気機関車（SL）牽引による臨時列車である。牽引には国鉄C11形蒸気機関車171号機が使われ、2021年時点、北海道で運行されている唯一のSLである。運行開始日は2000年（平成12年）1月8日。
台湾鉄路管理局CK124号機と姉妹列車である（2014年3月12日締結）。
2014年（平成26年）、JR北海道ではSLには新型の自動列車停止装置（ATS）の搭載が難しく、北海道新幹線の開業準備を優先させる必要性があることから、同年度を最後にSL函館大沼号、SLはこだてクリスマスファンタジー号、SLニセコ号を廃止する検討に入ったが、SL冬の湿原号については存続の方針となっている。

## 運行概況

### 運行時期
主に1月下旬から2月下旬にかけて、年によっては3月まで運行される。2013年（平成25年）は、当時牽引機の一つであったC11 207の車輪トラブルのため、一部の日はディーゼル機関車牽引による「DL冬の湿原号」として運転された。また、2017年（平成29年）も、牽引機のC11 171の車輪に傷が発見され、2月11日以降は全日ディーゼル機関車牽引による「DL冬の湿原号」として運転された。さらに2022年（令和4年）には牽引機C11 171の試運転中にピストンリングが割損し、1月22日からの運用はDE10が担当することになった。C11 171は2021年（令和３年）に全般検査に入っており、その際にこのピストンリングも新製交換されていた。のちに同じ部品を新たに製作したものの再度割損し、その後も復活に向け調整が行われたが間に合わず、結果的に3月21日の最終運用日までDLによる代走が続けられた。C11 171が修理でき次第復活する予定であったため、列車名は「SL冬の湿原号」のままである。なお代走の担当は国鉄色のDE10 1690号機だったが、3月18日は「くしろ湿原ノロッコ号」とのコラボとして同列車専用塗装のDE10 1661号機が運用に入っている。

### 運行サービス
釧路湿原を縦断するため、タンチョウ、エゾシカ、オオワシなどの大型野生動物に出会うことがごく普通であり、その際には列車を停止させてやり過ごすことがある。観光列車であるため、車内アナウンスによるガイドや乗車記念品の車内販売も行われる。また、この時期、JR北海道は知床斜里駅 - 標茶駅間で臨時バス「ツインクルバス知床号」を運転し、SL冬の湿原号と同様、2月を中心に1月から3月までの期間、網走駅 - 知床斜里駅間を運行する観光列車「流氷ノロッコ号」からの乗り継ぎを実施している。一度の運行に約400人前後が乗車する、人気の高い観光列車である。

## 停車駅
釧路駅 - 東釧路駅 - 釧路湿原駅 - 塘路駅 - 茅沼駅 - 標茶駅（ - 摩周駅 - 川湯温泉駅）

## 使用車両

### 牽引機関車
- C11 171
  - 釧路運輸車両所で点検・整備されている[新聞 1]。台枠や台車などの車両の重要部に摩擦やひびが発生していることによる修繕が必要となったことから、客車である14系のリニューアル第1弾に合わせ、2021年（令和3年）に北海道旅客鉄道苗穂工場で全般検査を実施された。また、SLの重要部であるボイラーは、大阪の業者へ搬送させた上で、検査および修繕を実施された。しかし試運転の際にピストンリングが割損し、2022年（令和4年）の運行はすべてディーゼル機関車によって行われている（前述）。

#### 過去の牽引機関車
- C11 207

上記の2両のSLが重連で運転されたこともあった。また、2001年（平成13年）1月21日に川湯温泉駅で開催されたイベント「北海道SLサミット」に合わせて、反向重連で運転されたこともある。
ヘッドマークは、「C11 171」と「C11 207」のいずれかが入った2種が牽引機に合わせて用意されていた。（C11 171用のみ番号の下に「SINCE 2000」が入る）。またイベントなどで特別なヘッドマークを掲出することがあった。

### 補助機関車
- DE15形

DE15 2510・2526

### 客車
牽引される客車の基本的な編成内容は以下のとおり。標茶方が1号車。座席車は1・5号車の「たんちょうカー」がボックス席（山側）とカウンター席（川側）、残り2～4号車が全席ボックス席になっている。
- 1号車 - スハフ14 505（座席車「たんちょうカー」）
- 2号車 - スハシ44 1（カフェカー・座席車）
- 3号車 - オハ14 526（座席車）
- 4号車 - オハ14 519（座席車）
- 5号車 - スハフ14 507（座席車「たんちょうカー」）
- (6号車)車掌車 - ヨ4647 (もしくはヨ4350)(緩急車兼展望車)

客車は2021 - 2022年（令和3 - 4年）に全面改修される予定である。このうち1・5号車は2021年（令和3年）に苗穂工場に入場し、車端部に展望通路を配し座席配置も変更（前述）したうえで、2022年（令和4年）から「たんちょうカー」として運行開始した。また2号車（カフェカー・座席車）は、旧型客車の雰囲気を損なわない範囲で内装リフレッシュが実施される予定である。また、1972年（昭和47年）および1980年（昭和55年）製造で老朽化が進行していることから、発電エンジンや台車部品などの機器取替が実施される予定である。また、過去にはSLすずらん号やノロッコ号などで用いていた、片側にヘッドマークや渡り板と幌付けされた車掌車で、常に車掌が乗務しない緩急車兼展望車代用やホキ835やSL機器運搬や救援用のワム281395などの貨車との貨客混結の演出による牽引もあったがいずれも廃車された。

## 利用状況
JR北海道釧路支社によると、近年の利用実績や運行実績は以下のとおりである。
| 年度                   | 乗車人員 （1日平均） （単位：人） | 乗車人員 （計） （単位：人） | 運転日数 （単位：日） | 備考                                                                             | 出典      |
| ---------------------- | --------------------------------- | ---------------------------- | --------------------- | -------------------------------------------------------------------------------- | --------- |
| 2006年度（平成18年度） | 319                               | 15,300                       | 48                    |                                                                                  | [ JR 4 ]  |
| 2007年度（平成19年度） | 304                               | 14,600                       | 48                    |                                                                                  | [ JR 4 ]  |
| 2008年度（平成20年度） | 331                               | 12,900                       | 39                    | SLの全般検査実施等により、運行日数が前年度比減少。                               | [ JR 4 ]  |
| 2009年度（平成21年度） | 348                               | 13,600                       | 39                    |                                                                                  | [ JR 5 ]  |
| 2010年度（平成22年度） | 358                               | 14,000                       | 39                    | 累計乗車人員20万人達成。                                                         | 。        |
| 2011年度（平成23年度） | 275                               | 15,100                       | 55                    | 運転日増加により、合計乗車人員が前年度比増加。                                   | [ JR 7 ]  |
| 2012年度（平成24年度） | 300                               | 12,500                       | 41                    | 2013年2月・3月の一部の日は「DL冬の湿原号」として運転。                           | [ JR 8 ]  |
| 2013年度（平成25年度） | 300                               | 12,300                       | 41                    |                                                                                  | [ JR 9 ]  |
| 2014年度（平成26年度） | 368                               | 10,300                       | 28                    | 2015年2月・3月の一部の日は「DL冬の湿原号」として運転。                           | [ JR 10 ] |
| 2015年度（平成27年度） | 507                               | 10,660                       | 21                    | アジア圏中心の訪人個人旅行増加により、乗車人員が前年度比増加。                   | [ JR 11 ] |
| 2016年度（平成28年度） | 395                               | 7,900                        | 20                    | 2017年2月11日 - 28日は「DL冬の湿原号」として運転                                 | [ JR 12 ] |
| 2017年度（平成29年度） | 453                               | 9,508                        | 21                    | 北海道内外およびアジア圏の利用が多数発生したことにより、乗車人員が前年度比増加。 | [ JR 13 ] |
| 2018年度（平成30年度） | 442                               | 9,284                        | 21                    |                                                                                  | [ JR 14 ] |
| 2019年度（令和元年度） | 431                               | 9,483                        | 22                    | 2020年2月24日に累計乗車人員30万人達成。                                          | [ JR 15 ] |
| 2020年度（令和02年度） | 356                               | 7,123                        | 20                    |                                                                                  | [ JR 16 ] |

## 商標
「C11　171／SINCE　2000／SL冬の湿原号」は、北海道旅客鉄道が商標として登録している。
| 登録項目等 | 内容等                                                                           |
| ---------- | -------------------------------------------------------------------------------- |
| 商標       | C11 171／SINCE 2000／SL冬の／湿原号                                              |
| 称呼       | シイイチイチイチナナイチ，エスエルフユノシツゲンゴー，シツゲンゴー，エスエルフユ |
| 出願番号   | 商願2000-19879                                                                   |
| 出願日     | 2000年(平成12年)2月8日                                                           |
| 登録番号   | 第4454286号                                                                      |
| 登録日     | 2001年(平成13年)2月23日                                                          |
| 権利者     | 北海道旅客鉄道株式会社                                                           |
| 役務等区分 | 14、16類                                                                         |

## ギャラリー

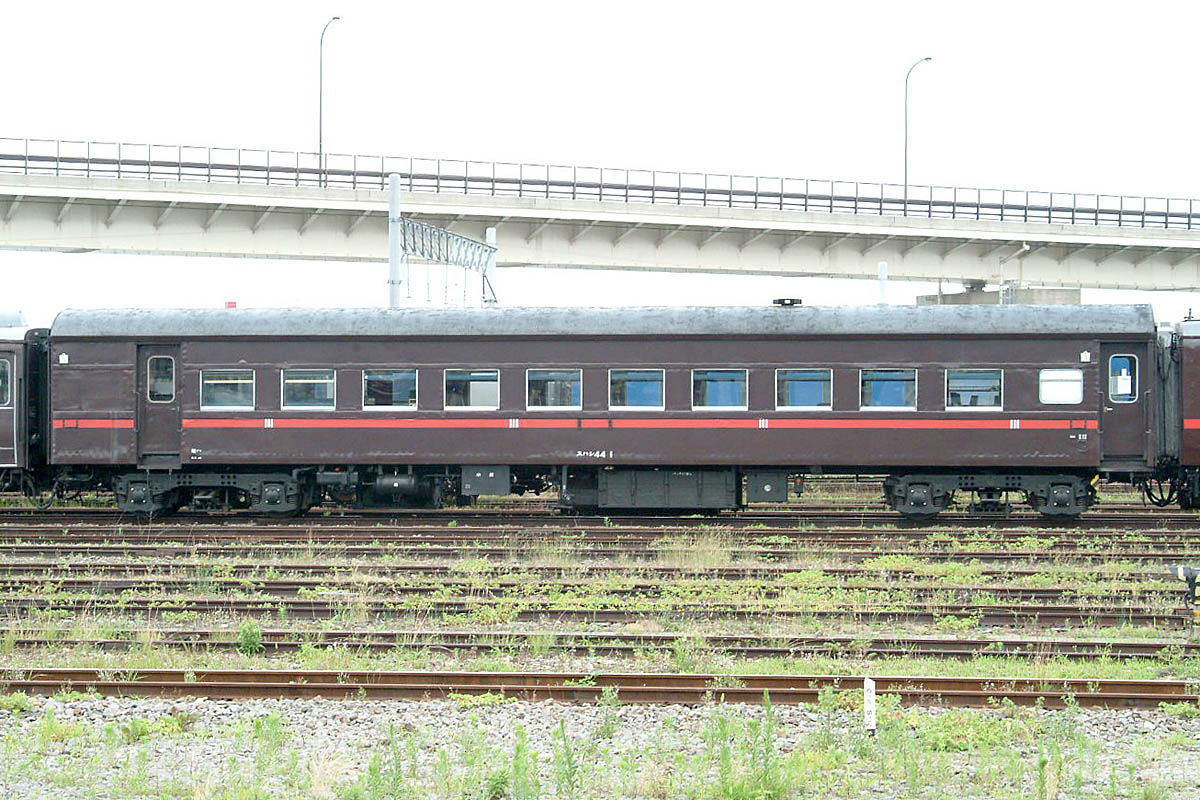
スハシ44 1
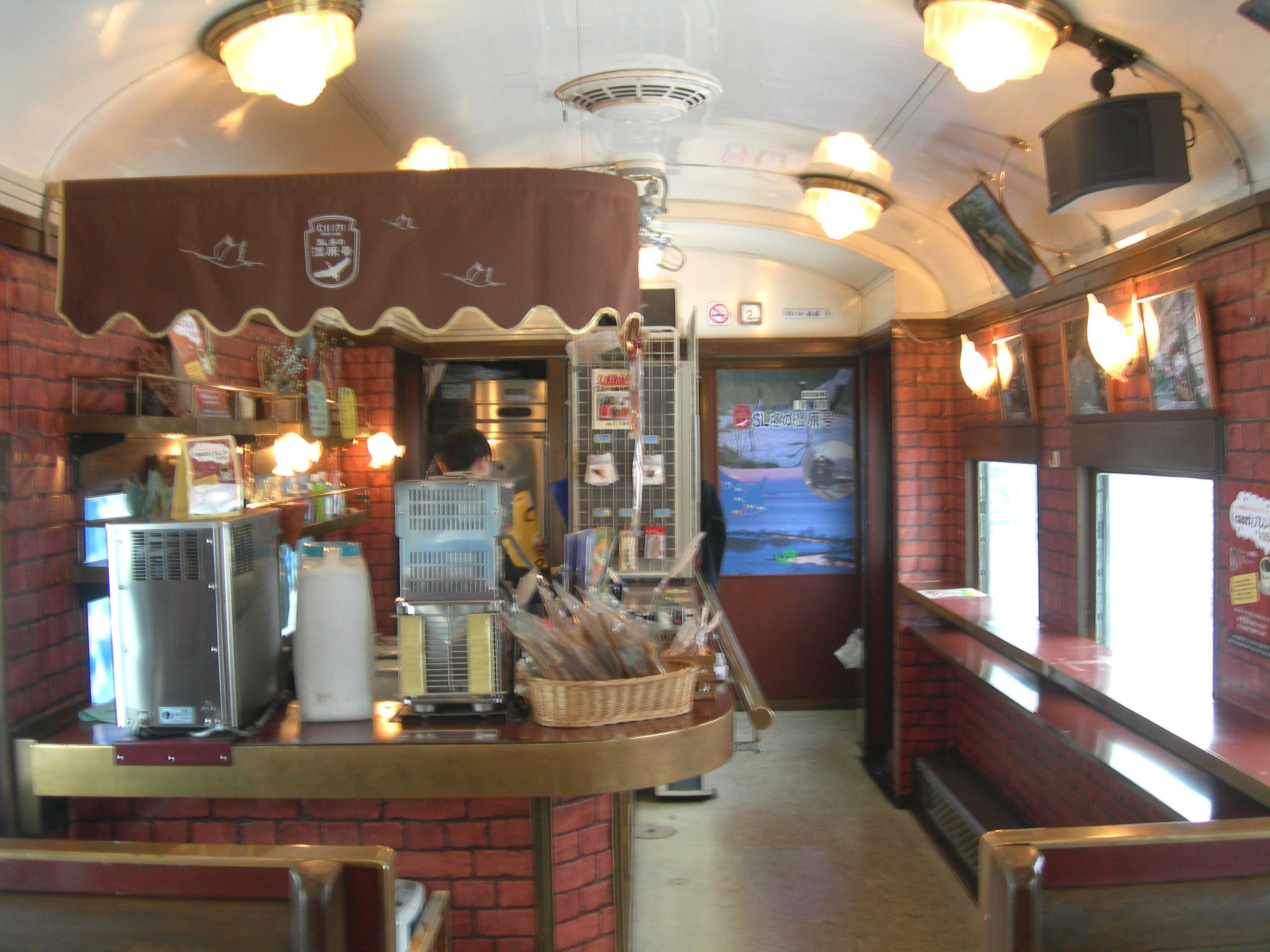
カフェカウンター
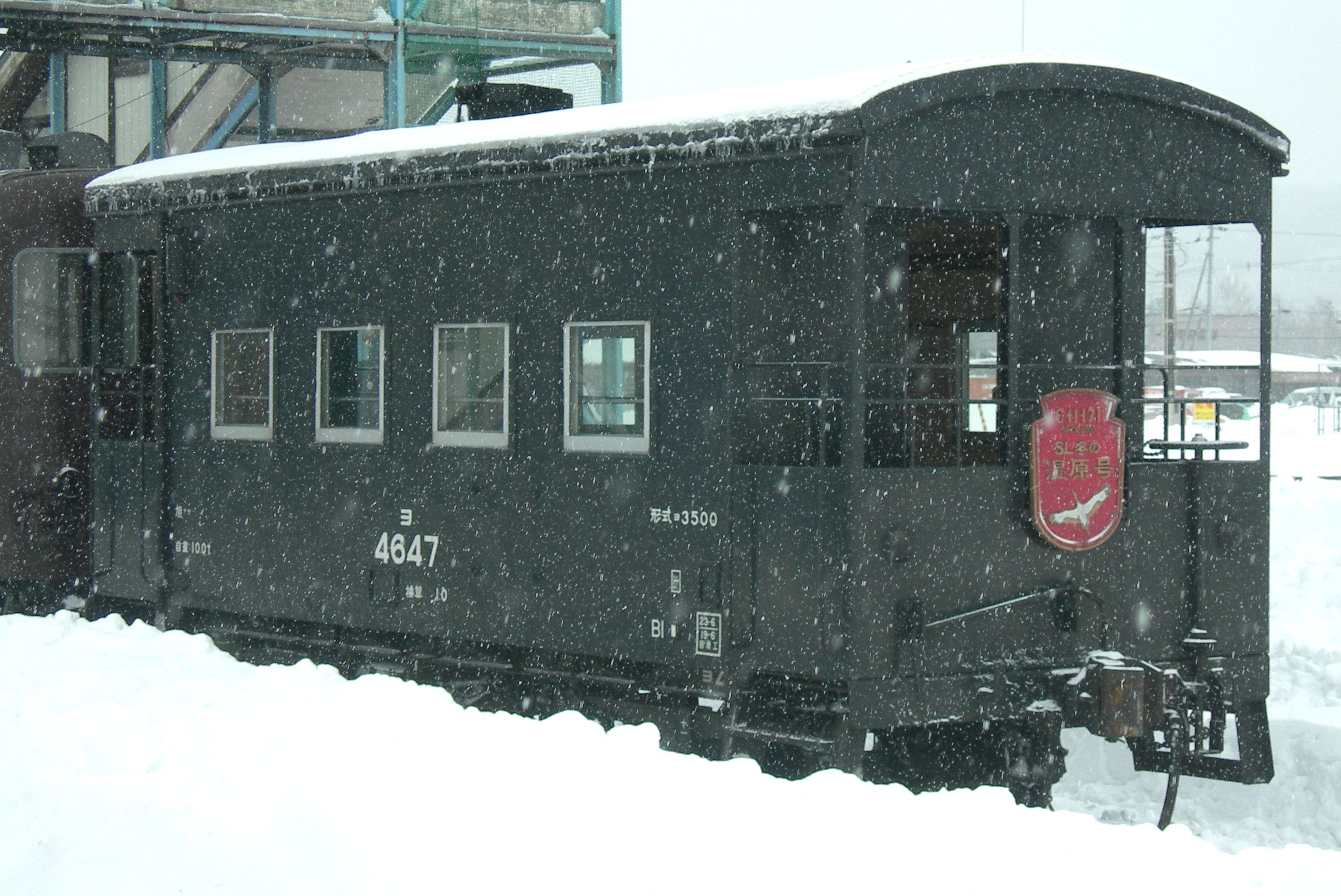
ヨ4647
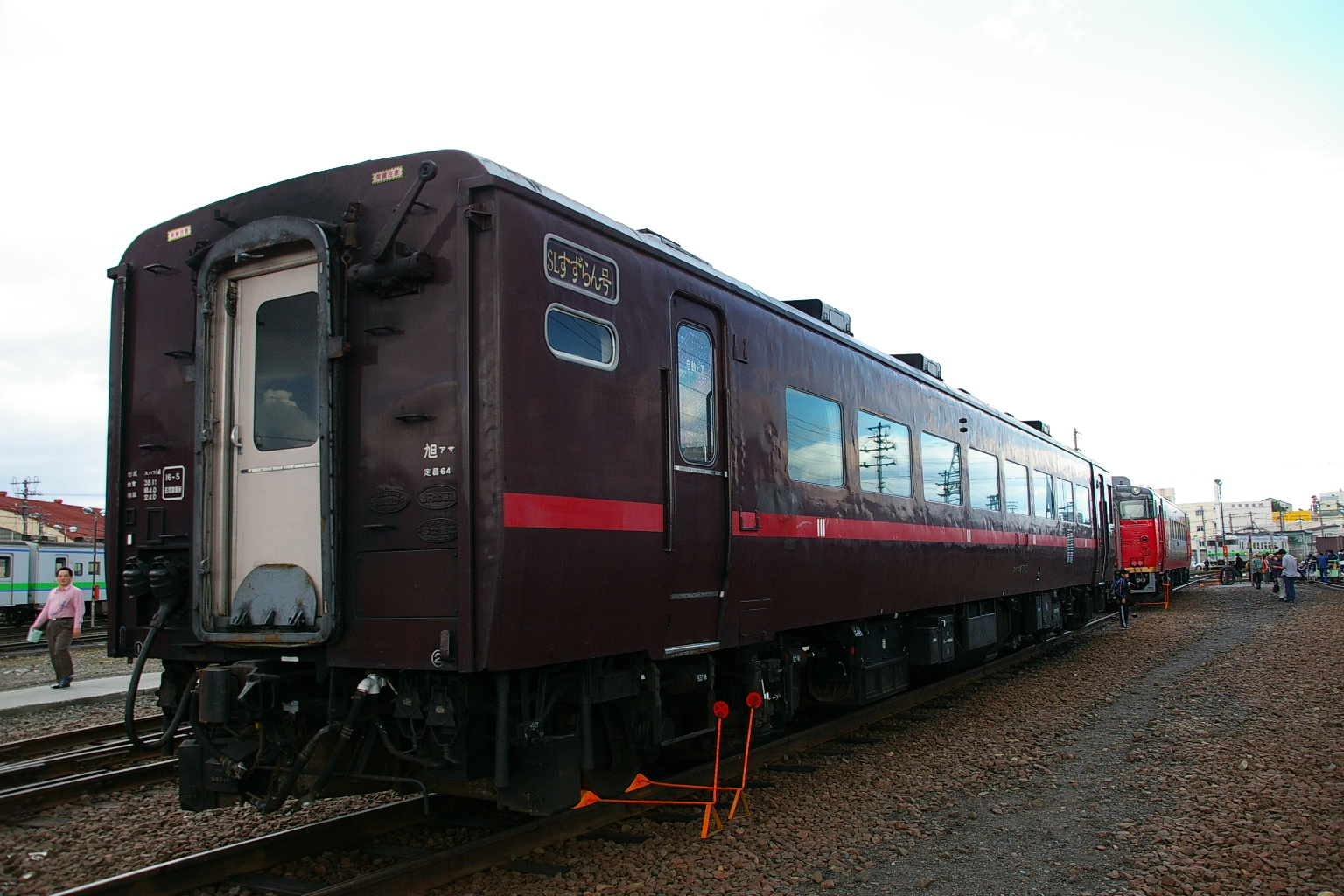
スハフ14 505
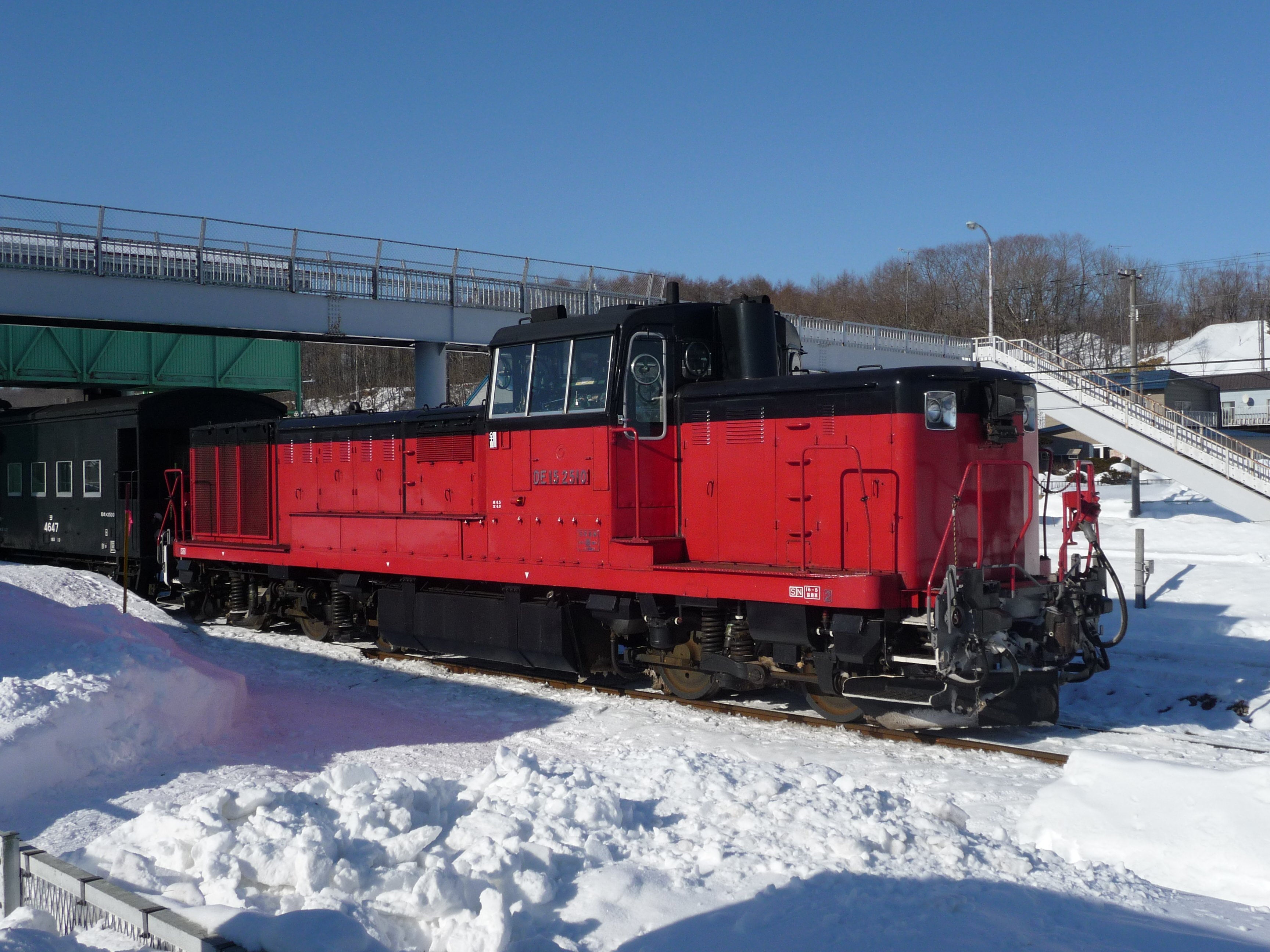
補助機関車のDE15形（釧網本線摩周駅、2010年1月24日）
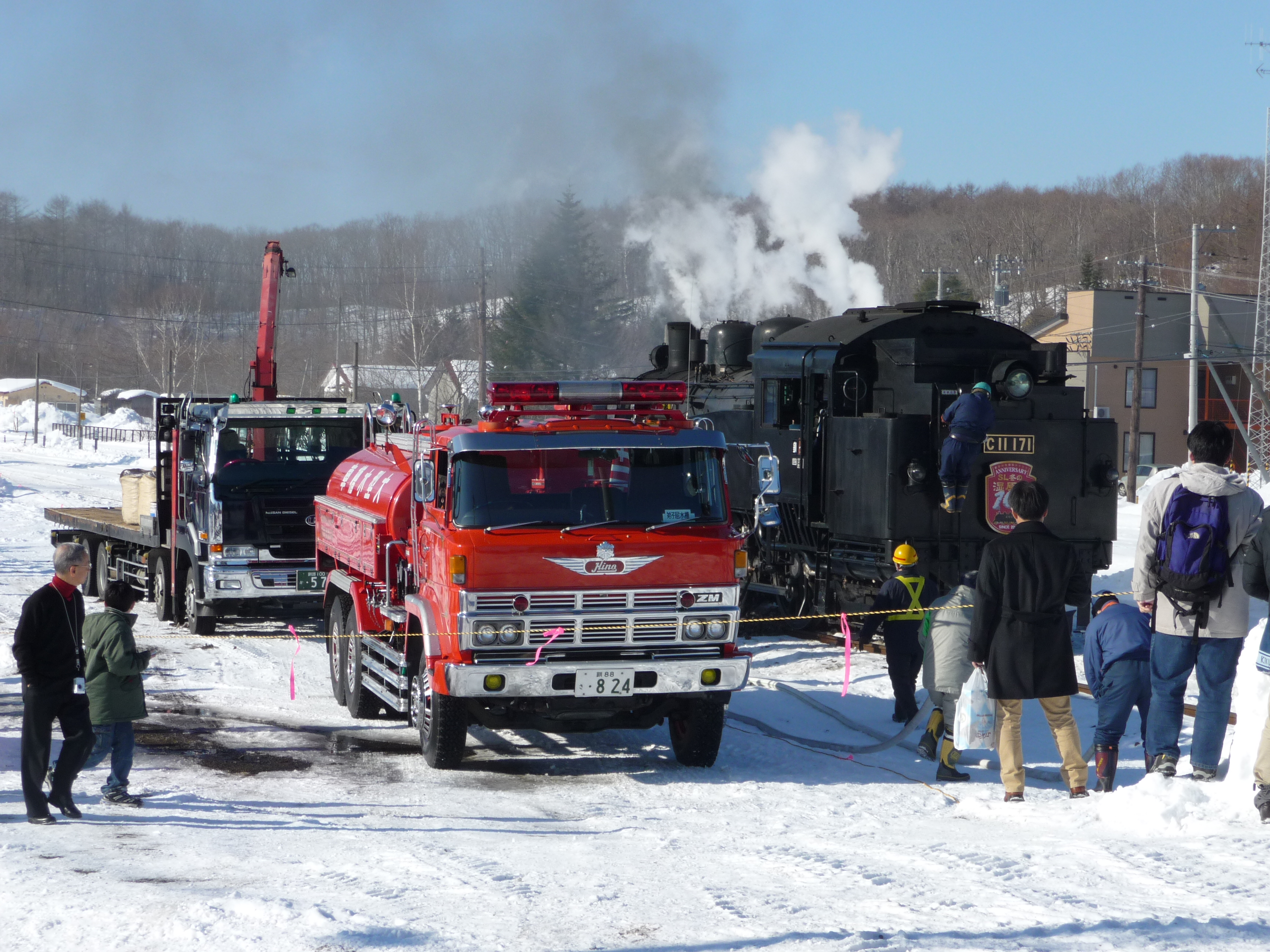
消防車（大型水槽車）による給水作業（釧網本線摩周駅、2010年1月24日）
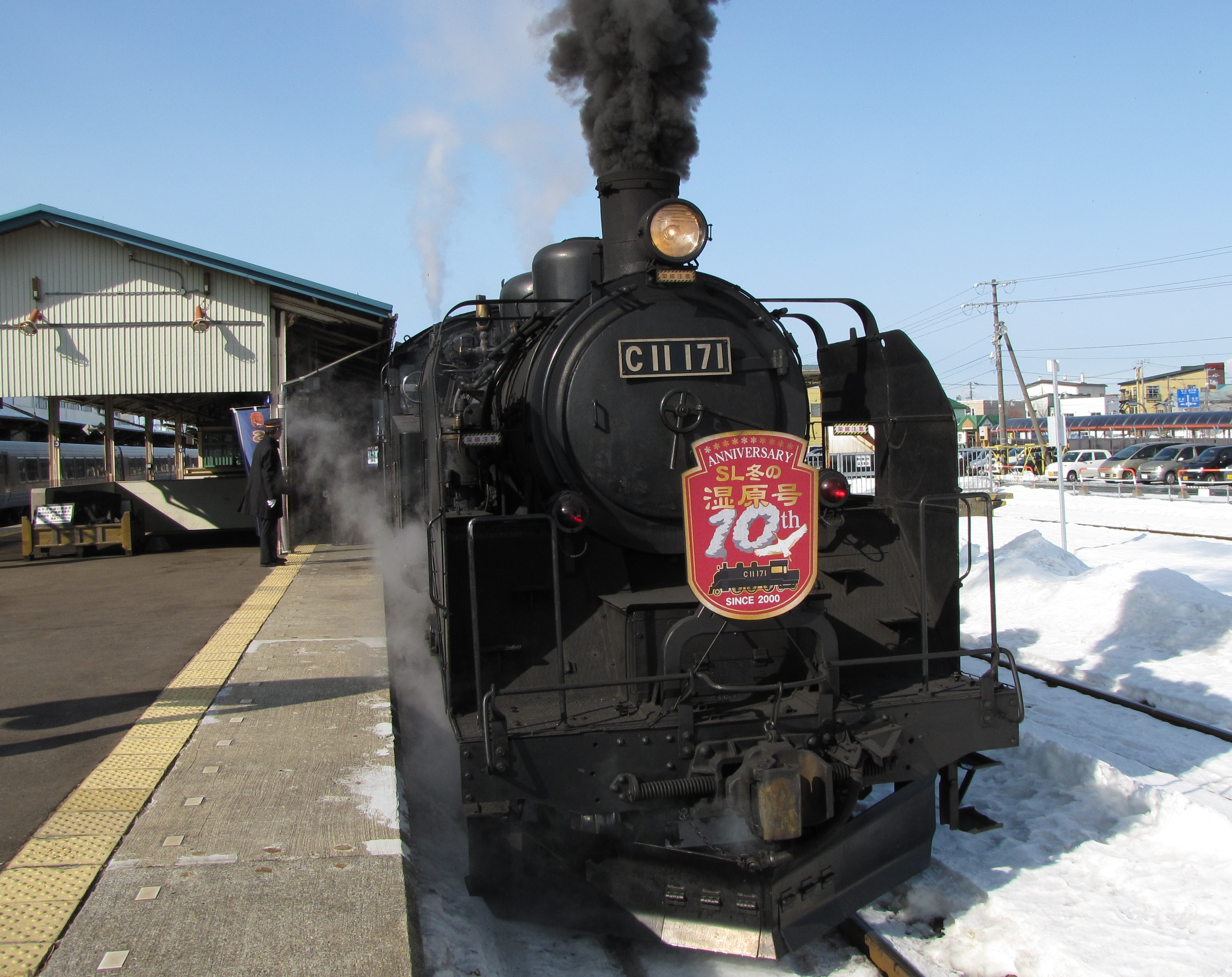
10周年記念企画列車（釧路駅）
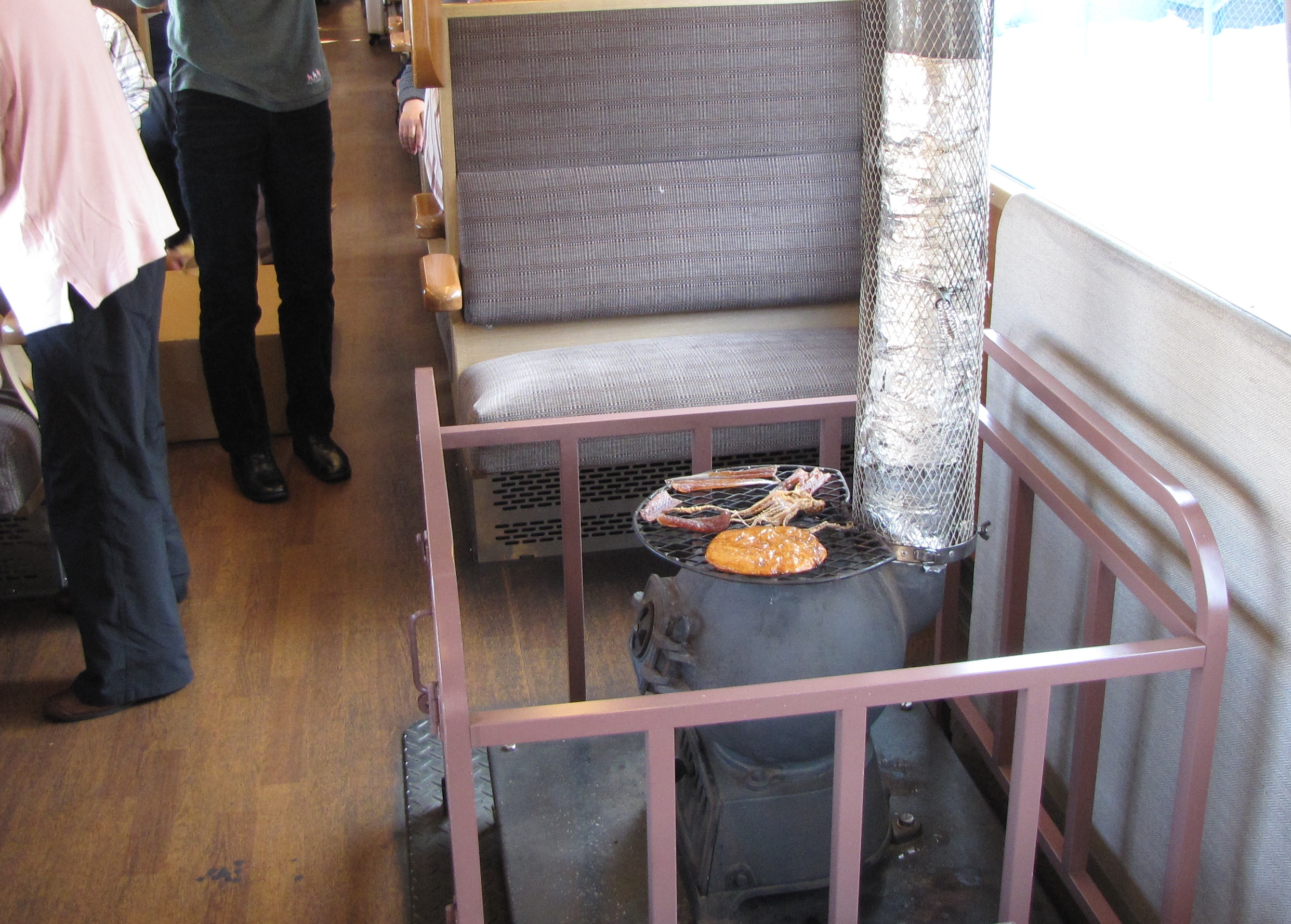
名物スルメ焼き
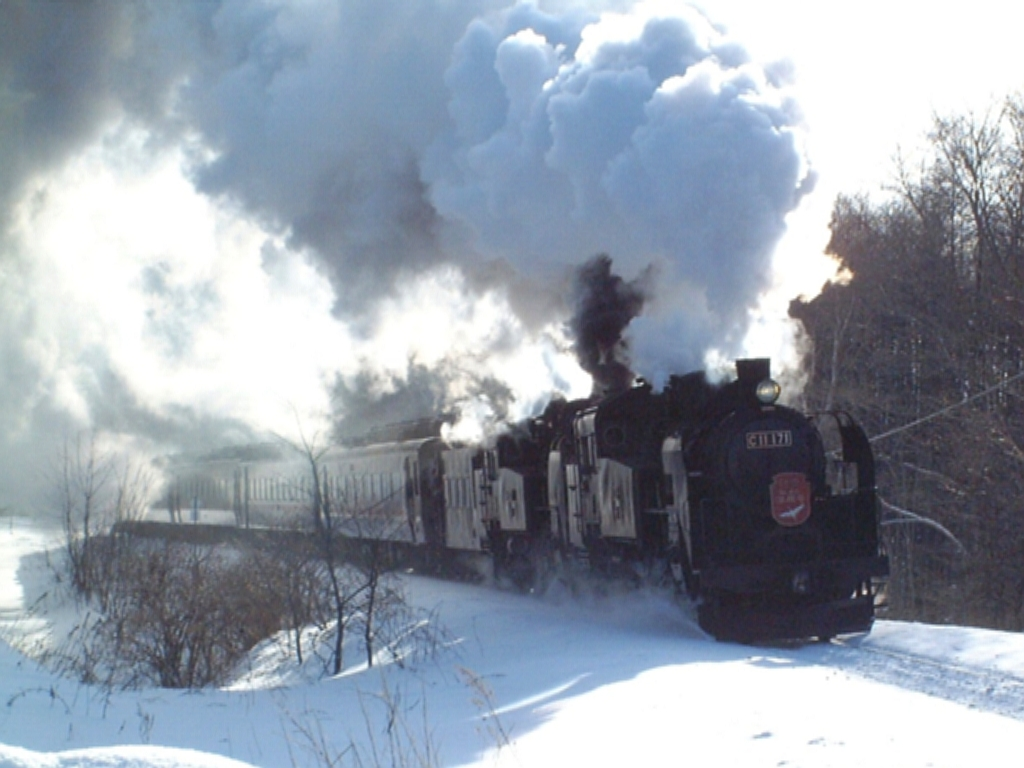
C11 171とC11 207の重連運転（2002年1月）
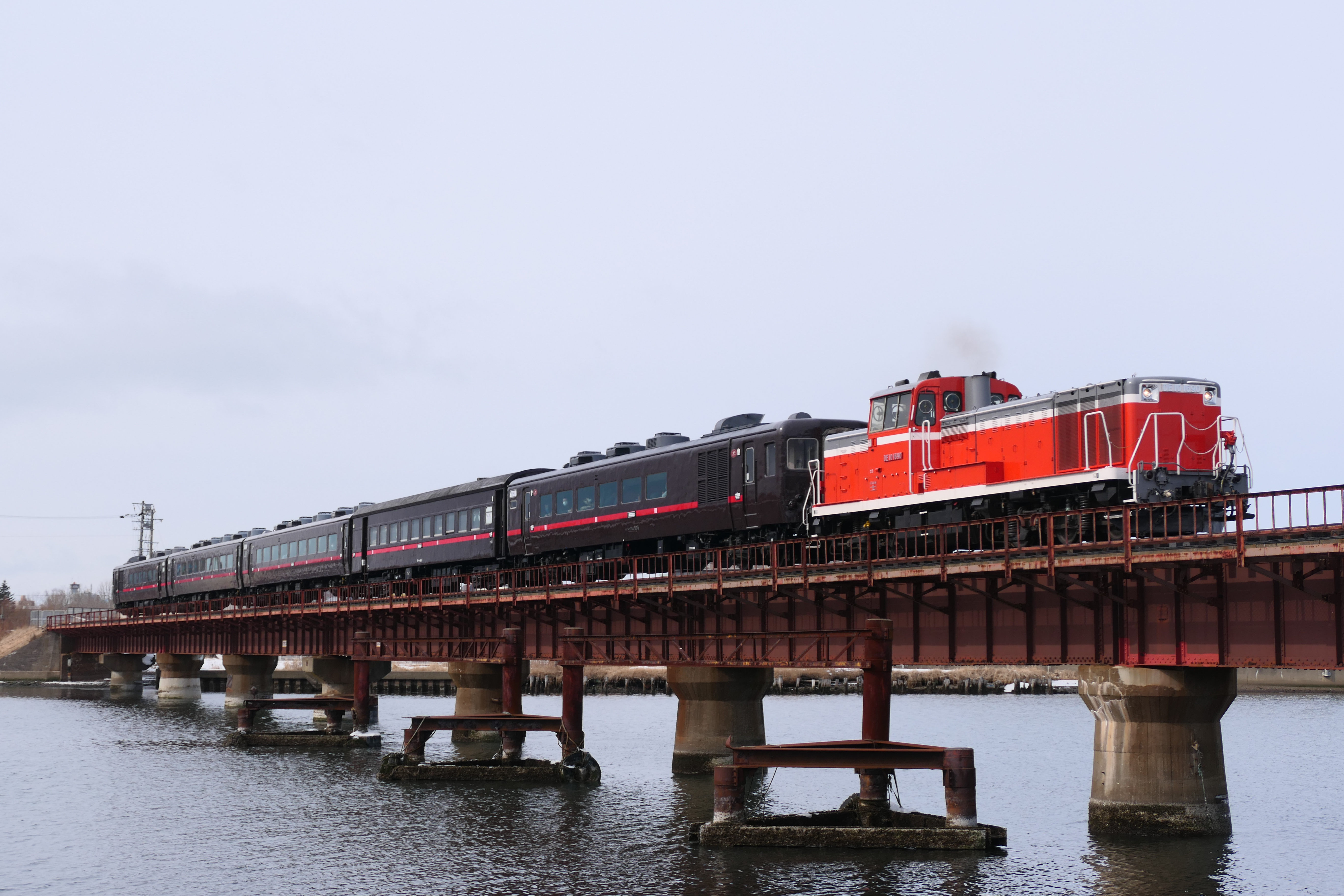
DE10 1690による牽引代走（2022年2月）

### JR北海道
1. 1 2 3 4 5  『「SL冬の湿原号」の現状と今後について』（PDF）（プレスリリース）北海道旅客鉄道、2021年2月10日。オリジナルの2021年2月10日時点におけるアーカイブ。2021年2月12日閲覧。
2. ↑  「SL冬の湿原号」いよいよ運転開始！JR北海道（2021年1月22日）2021年6月10日閲覧
3. ↑  『「SL冬の湿原号」牽引機関車の変更について』（PDF）（プレスリリース）北海道旅客鉄道、2017年2月10日。オリジナルの2018年11月29日時点におけるアーカイブ。2021年2月12日閲覧。
4. 1 2 3  『「SL冬の湿原号」「流氷ノロッコ号」運行実績について』（PDF）（プレスリリース）北海道旅客鉄道釧路支社、2009年3月31日。オリジナルの2019年11月12日時点におけるアーカイブ。2021年2月12日閲覧。
5. 1 2  『「SL冬の湿原号」「流氷ノロッコ号」乗車実績について』（PDF）（プレスリリース）北海道旅客鉄道釧路支社、2011年3月10日。オリジナルの2021年2月11日時点におけるアーカイブ。2021年2月12日閲覧。
6. ↑  『「SL冬の湿原号」累計乗車人員20万人達成セレモニーの開催について』（PDF）（プレスリリース）北海道旅客鉄道釧路支社、2011年2月25日。オリジナルの2021年2月11日時点におけるアーカイブ。2021年2月12日閲覧。
7. ↑  『「SL冬の湿原号」「流氷ノロッコ号」ご利用状況について』（PDF）（プレスリリース）北海道旅客鉄道釧路支社、2012年3月26日。オリジナルの2021年2月11日時点におけるアーカイブ。2021年2月12日閲覧。
8. ↑  『「SL・DL冬の湿原号」「流氷ノロッコ号」ご利用状況について』（PDF）（プレスリリース）北海道旅客鉄道釧路支社、2013年3月21日。オリジナルの2021年2月11日時点におけるアーカイブ。2021年2月12日閲覧。
9. ↑  『「SL冬の湿原号」「流氷ノロッコ号」ご利用状況について』（PDF）（プレスリリース）北海道旅客鉄道釧路支社、2014年3月14日。オリジナルの2021年2月11日時点におけるアーカイブ。2021年2月12日閲覧。
10. ↑  『「SL・DL冬の湿原号」「流氷ノロッコ号」ご利用状況について』（PDF）（プレスリリース）北海道旅客鉄道釧路支社、2015年3月13日。オリジナルの2021年2月11日時点におけるアーカイブ。2021年2月12日閲覧。
11. ↑  『「SL冬の湿原号」「流氷ノロッコ号」ご利用状況について』（PDF）（プレスリリース）北海道旅客鉄道釧路支社、2016年3月4日。オリジナルの2021年2月11日時点におけるアーカイブ。2021年2月12日閲覧。
12. ↑  『SL冬の湿原号のご利用状況について』（PDF）（プレスリリース）北海道旅客鉄道釧路支社、2017年3月10日。オリジナルの2021年2月11日時点におけるアーカイブ。2021年2月12日閲覧。
13. ↑  『SL冬の湿原号のご利用状況について』（PDF）（プレスリリース）北海道旅客鉄道釧路支社、2018年3月27日。オリジナルの2020年12月5日時点におけるアーカイブ。2021年2月12日閲覧。
14. ↑  『SL冬の湿原号のご利用状況について』（PDF）（プレスリリース）北海道旅客鉄道釧路支社、2019年3月6日。オリジナルの2019年4月4日時点におけるアーカイブ。2021年2月12日閲覧。
15. ↑  『釧網本線冬季観光列車のご利用状況について』（PDF）（プレスリリース）北海道旅客鉄道釧路支社、2020年3月12日。オリジナルの2021年2月11日時点におけるアーカイブ。2021年2月12日閲覧。
16. ↑  『釧網本線冬季観光列車のご利用状況について』（PDF）（プレスリリース）北海道旅客鉄道釧路支社、2021年3月10日。オリジナルの2021年3月10日時点におけるアーカイブ。2021年3月10日閲覧。

### 新聞記事
1. 1 2 3  「道民の宝」SLを守る／80歳冬の湿原号 整備の舞台裏『北海道新聞』朝刊2021年6月5日23面（2021年6月10日閲覧）
2. ↑  “SLニセコ号も廃止 JR、冬の湿原号は存続 新型ATS搭載困難”. 『北海道新聞』. (2014年7月10日).  オリジナルの2014年7月13日時点におけるアーカイブ。 2021年2月12日閲覧。
3. ↑  “「トンボ連結」湿原を疾走”. 『朝日新聞』:  p. 38. (2001年1月21日)
4. ↑  “「SL冬の湿原号」客車改修へ SLも大規模検査 22年以降も運行継続”. 『北海道新聞』. (2021年2月10日).  オリジナルの2021年2月11日時点におけるアーカイブ。 2021年2月12日閲覧。